# Crônicas da Inglaterra, Escócia e Irlanda

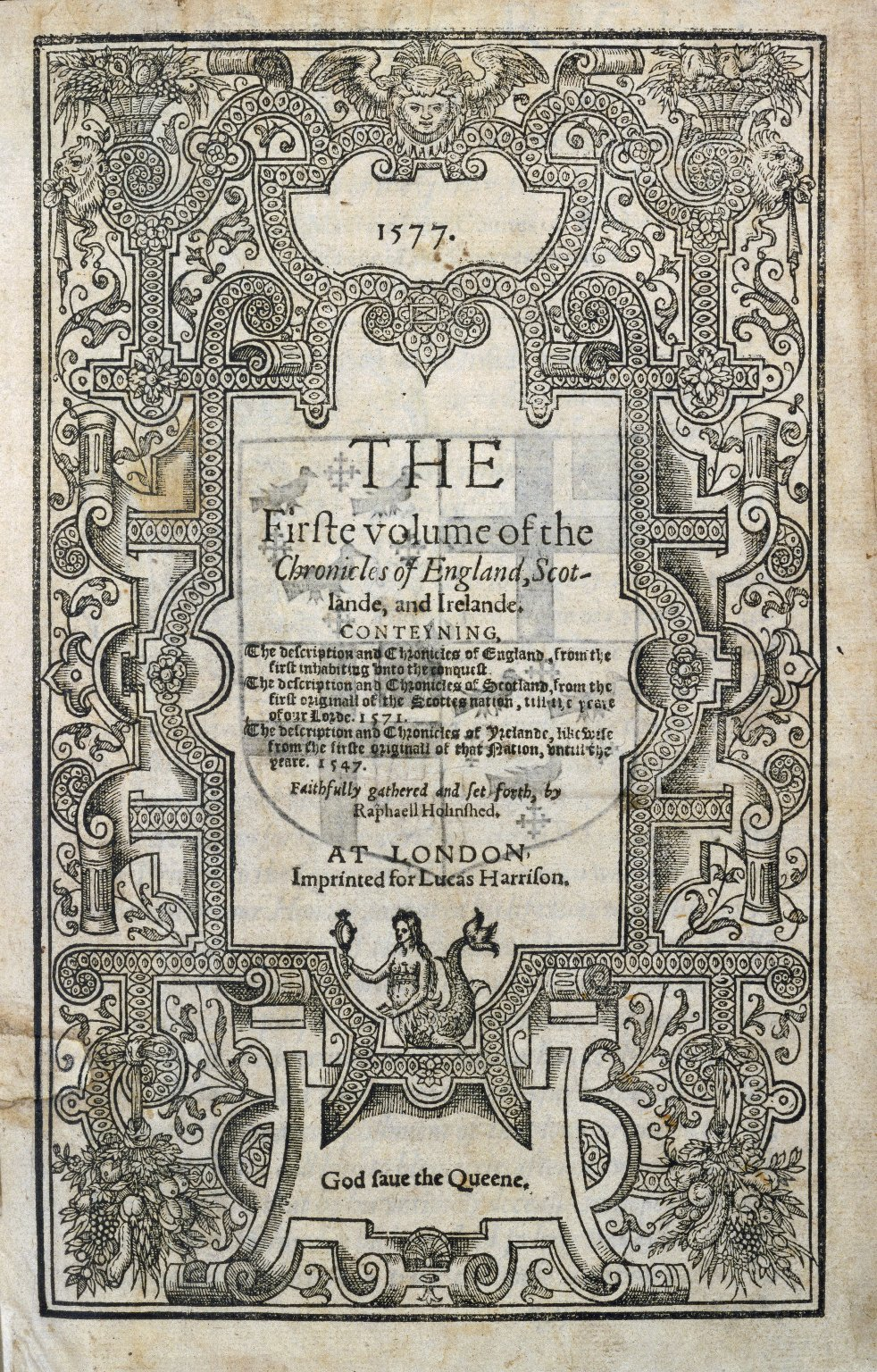
A página de título da primeira edição de 1577 das Crônicas de Holinshed

As Crônicas de Holinshed, também conhecidas como Crônicas de Holinshed da Inglaterra, Escócia e Irlanda, são uma obra colaborativa publicada em vários volumes e duas edições, a primeira em 1577 e a segunda em 1587. Era uma descrição ampla e abrangente da história da Grã-Bretanha, publicada em três volumes (Inglaterra, Escócia e Irlanda).
As Crônicas têm sido objeto de interesse devido aos seus extensos vínculos com a história shakespeariana, bem como com Rei Lear, Macbeth e Cimbelino. Estudos recentes das Crônicas têm se concentrado em uma abordagem interdisciplinar; vários estudiosos literários analisaram os materiais historiográficos tradicionais através de uma lente literária, com foco em como homens e mulheres contemporâneos teriam lido textos históricos.
As Crônicas teriam sido uma fonte primária para muitos outros escritores literários do Renascimento, como Christopher Marlowe, Edmund Spenser e George Daniel.

## Descrição

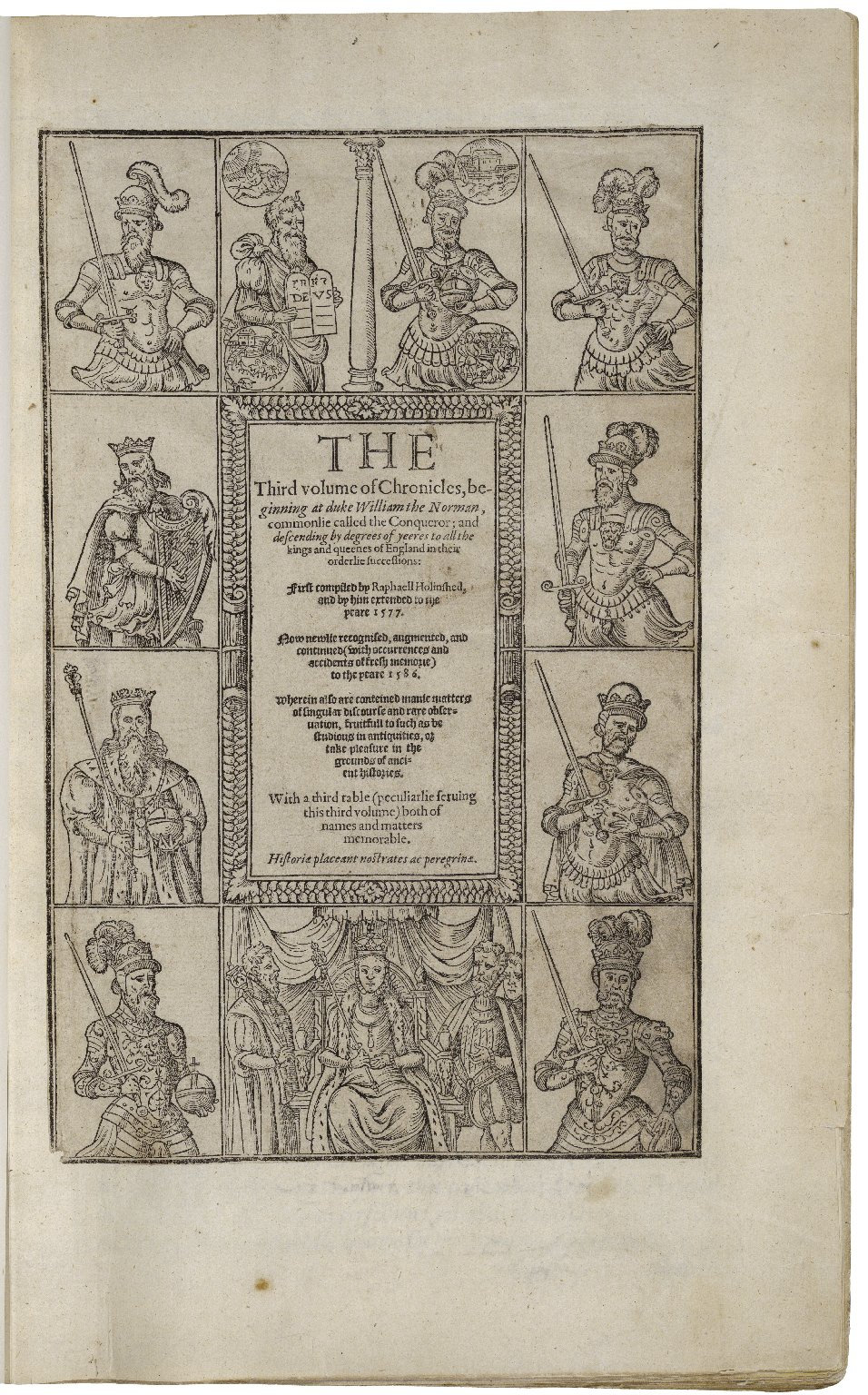
Página de título da segunda edição

Em 1548, Reginald Wolfe, um impressor londrino, concebeu a ideia de criar uma "Cosmografia Universal de todo o mundo, e com ela também certas histórias particulares de cada nação conhecida". Ele queria que a obra fosse impressa em inglês e que incluísse mapas e ilustrações. Adquiriu muitas das obras de John Leland e, com elas, construiu cronologias e desenhou mapas atualizados. Quando Wolfe percebeu que não poderia concluir esse projeto sozinho, contratou Raphael Holinshed e William Harrison para ajudá-lo.
Wolfe faleceu em 1573 com a obra ainda incompleta, e o projeto—modificado para focar especificamente nas Ilhas Britânicas—foi assumido por um consórcio de três membros da Companhia dos Livreiros. Eles mantiveram Holinshed, que empregou Harrison, Richard Stanyhurst, Edmund Campion e John Hooker. Em 1577, a obra foi publicada em dois volumes após alguma censura do Conselho Privado sobre parte da contribuição de Stanyhurst sobre a Irlanda.
A narrativa das Crônicas é caracterizada por um conjunto de figuras retóricas e paradigmas temáticos que estabelecem os ideais nacionais, reais, cavalheirescos e heroicos que definem um Estado, seu monarca, seus líderes e o papel político do povo comum.

## Influência em Shakespeare
Acredita-se amplamente que William Shakespeare tenha usado a segunda edição revisada das Crônicas (publicada em 1587) como fonte para a maioria de suas peças históricas shakespearianas, o enredo de Macbeth e partes de Rei Lear e Cimbelino.
Vários outros dramaturgos, como Christopher Marlowe, também usaram as Crônicas como fonte.

### AsCrônicaseMacbeth

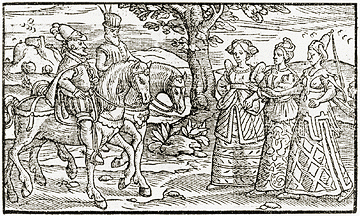
Uma imagem genérica de lordes encontrando damas, usada, entre outras coisas, para ilustrar "Macbeth e Banquo encontrando as bruxas" na primeira edição das Crônicas de Holinshed

Shakespeare usou extensivamente o trabalho de Holinshed em Macbeth, mas de forma modificada. Um exemplo são as Três Bruxas, que Holinshed descreve como "criaturas da floresta antiga... ninfas ou fadas". Ninfas e fadas são geralmente vistas como belas e jovens, mas as três bruxas de Shakespeare em Macbeth são feias, sombrias e bizarras. Acredita-se que ele tenha feito essa alteração para aumentar o suspense e a escuridão da peça. No entanto, as Crônicas não continham descrições do caráter de Macbeth, então Shakespeare improvisou em vários pontos. Os personagens Banquo e Fleance também foram retirados das obras de Holinshed, mas agora são considerados invenções do século XVI.
A principal diferença nas Crônicas está na caracterização. O personagem de Macbeth é retratado principalmente como um bom governante, um rei justo e equitativo por 17 anos. O enredo mostra o Rei Duncan como um personagem menor e um rei fraco. É possível que a representação de Shakespeare do Rei Duncan tenha sido inspirada no conto de Rei Duffe contido nas Crônicas. Essa história segue uma narrativa semelhante, pois Rei Duffe e seu assassino Donwald espelham a narrativa de Rei Duncan e Macbeth. Os maus presságios após o assassinato de Duffe também são espelhados na narrativa de Shakespeare.

#### Sinopse
O conto das Crônicas sobre Macbeth difere da versão de Shakespeare em vários aspectos. A peça apresenta uma cena em que Banquo e Macbeth encontram três mulheres, cada uma das quais fala de uma profecia que contribuiria para a caracterização dessas mulheres como "sobrenaturais". A primeira mulher diz: "Toda saudação a Macbeth, Thane de Glamis" (o título que ele acabara de herdar após a morte de seu pai). Duas das mulheres dizem: "Toda saudação a Macbeth, Thane de Cawdor". A terceira também diz: "Toda saudação a Macbeth, que no futuro será rei da Escócia". Assim que apareceram, as três mulheres "desapareceram imediatamente de sua vista".
Na versão das Crônicas, Macbeth é um personagem muito mais simpático. O Rei Duncan é retratado como um governante fraco que viola as leis escocesas de sucessão ao não consultar os Thanes antes de nomear seu filho, uma criança chamada Malcolm, para governar após ele. Macbeth e muitos outros Thanes ficam furiosos com essa ação.
Impulsionado pelas palavras das três mulheres que encontra, Macbeth é encorajado a tentar usurpar o reino pela força. Ele também é instigado por sua esposa, Lady Macbeth, que é ambiciosa e deseja o título de rainha para si.
Nas Crônicas de Holinshed, Banquo é mostrado como um personagem conspirador: ele é cúmplice no assassinato de Duncan por Macbeth. Em comparação com a versão de Shakespeare, em que Duncan é assassinado em seu sono, Duncan é morto em batalha, e sua morte não é altamente detalhada; "[Macbeth] matou o rei em Inverness... no sexto ano de seu reinado".
Nas Crônicas, Macbeth governa a Escócia não brevemente, mas por 10 anos, e é um monarca capaz e sábio que implementa leis louváveis. Temendo que Banquo tome o reino, Macbeth o convida para um jantar onde pretende matá-lo e a seu filho. Ele consegue matar Banquo, mas seu filho, Fleance, foge para o País de Gales. Macbeth, convencido pelas bruxas de sua invencibilidade, comete atos ultrajantes contra seus súditos, tornando-se gradualmente um governante cruel e paranóico.
O conto termina com Macbeth morto por Macduff, que então leva sua cabeça ao filho do rei original, Malcolm.

### AsCrônicaseRei Lear
Acredita-se que Shakespeare tenha usado a segunda edição revisada das Crônicas, publicada em 1587. Rei Lear de Shakespeare segue vagamente a história detalhada nas Crônicas. Nas Crônicas, as filhas mais velhas de Leir, Gonerila e Regan, são casadas com os Duques da Cornualha e Albany. Após o teste de amor, Leir decreta que apenas metade de seu reino será atribuída imediatamente aos duques, com o restante a ser dividido após sua morte. Isso leva os duques a tomarem o poder, deixando Leir com apenas um pequeno séquito para mantê-lo. Leir então foge para a Gália, onde sua filha mais nova, Cordélia, está vivendo. Graças ao apoio fiel de sua filha mais nova, ele nomeia Cordélia sua única herdeira. Ela e seu marido Aganippus, o Rei dos Francos, levantam um exército e restauram Leir ao trono, matando os Duques. Leir então governa por dois anos antes de sua morte e é sucedido por Cordélia, que governa por cinco anos subsequentes.
Uma diferença primordial nas Crônicas é a continuação das rixas através dos filhos das irmãs. Os filhos de Gonerila e Regan se revoltam e aprisionam Cordélia, levando a um período de guerra civil, e Cordélia comete suicídio.
A Crônica de 1577 apresenta xilogravuras de Rei Lear e Cordélia, retratados como os governantes legítimos e destacando sua bondade predominante na história.

Entre os escritores que podem ter influenciado Rei Lear estão Geoffrey de Monmouth e Edmund Spenser, com o anônimo Rei Leir também contribuindo com inspiração.

### Edição moderna
- Holinshed, Raphael. Holinshed's Chronicles England, Scotland, and Ireland. Ed. Vernon F. Snow. New York: AMS, 1965.